# Memecylon amoenum
Memecylon amoenum är en tvåhjärtbladig växtart som beskrevs av Jacq.-fel.. Memecylon amoenum ingår i släktet Memecylon och familjen Melastomataceae. Inga underarter finns listade i Catalogue of Life.